# Rudolf Fridrichovič Ril
Rudolf Fridrichovič Ril (rusky Рудольф Фридрихович Риль, 18. listopadujul./ 1. prosince 1907greg., Samara, Ruské impérium, byl popraven 3. března 1947 v Moskvě, SSSR) byl major Rudé armády, po svém zajetí spolupracoval s abwehrem, velel RNNA a gardové brigádě ROA. Na konci války byl plukovníkem ozbrojených sil KONR.

## Mládí
Narodil se 1. prosince 1907 v Samaře v rodině německých přistěhovalců, kteří pracovali jako státní úředníci v carské administrativě.

## Mezi válkami
V roce 1921 dokončil základní školu. V roce 1925 maturoval na gymnáziu. Od 10. ledna 1928 sloužil v Rudé armádě. Jeho kariéra se pak odvíjela následovně:
- Od 29. září 1928 kadetem moskevské dělostřelecké školy.
- Dne 12. ledna 1931 byl přijat do VKS(b)[3], stranický průkaz nesl číslo 1014063.
- Absolvoval plukovní školu nižších důstojníků a poté moskevskou dělostřeleckou školu.
- V letech 1933 až 1934 absolvoval večerní kurzy na komunistické katedře vysoké školy.
- Po absolvování školy byl rozkazem Lidového komisariátu obrany SSSR č. 064 ze dne 27. února 1934 ponechán na škole jako velitel kurzu.
- Dne 25. května 1936 byl na základě rozkazu Lidového komisariátu obrany SSSR č. 00447 zapsán jako žák do Frunzeho vojenské akademie, kterou dokončil v roce 1939 s hodnocením "výborný".
- V roce 1938 povýšen na kapitána.[3]
- V květnu 1939 byl v souladu s rozkazem Lidového komisariátu obrany SSSR jmenován náčelníkem štábu dělostřeleckého pluku Uralského vojenského okruhu.
- Dne 9. prosince 1939 se stal asistentem velitele oddělení bojových operací.
- V roce 1940 byl povýšen na majora.
- Rozkazem Lidového komisariátu obrany SSSR č. 04455 ze dne 3. října 1940 byl jmenován náčelníkem 1. operačního oddělení hlavní správy dělostřelectva Uralského vojenského okruhu.

## Druhá světová válka
Po německém útoku na SSSR a vypuknutí války nastoupil 14. září 1941 do funkce náčelníka operačního části dělostřeleckého oddělení 22. armády Západní frontu. Rozkazem č. 0358 Hlavní správy Lidového komisariátu obrany ze dne 23. března 1942 byl prohlášen za nezvěstného.
V bojích na východní frontě byl na podzim 1941 zajat německou armádou. V zajetí projevil zájem o spolupráci s německou vojenskou rozvědkou. Od konce roku 1941 působil v jedné z jednotek Abwehru ve Vitebsku.
Od dubna 1942 byl náčelníkem štábu Abwehrgruppe-203 (dvojka v názvu značí oblast zájmu sabotáže), která obdržela krycí název brigáda Osintorf a později Ruská národní lidová armáda. V říjnu 1942 převzal velení brigády po zatčení Bojarského. Po dezercích vojáků RNNA byl v únoru 1943 zatčen SD za odmítnutí rozkazu k rozpuštění brigády a uvězněn v koncentračním táboře.
Na osobní zásahy řady ruských důstojníků byl v září 1943 propuštěn, aby se nakrátko stal velitelem Gardové brigády ROA. Po jejím rozpuštění v listopadu 1943 absolvoval politické kurzy v Dabendorfské škole ROA. Po absolvování kurzů se stal vedoucím propagandistické skupiny ROA v Itálii.
Na podzim 1944 odjel na východní frontu instruovat vlasovské propagandisty v souvislosti se vznikem KONR a vyhlášením Pražského manifestu. V prosinci 1944 byl jmenován zástupcem vedoucího operačního oddělení velitelství ozbrojených sil KONR. Od ledna 1945 byl úřadujícím styčným důstojníkem mezi generálporučíkem A. A. Vlasovem a velitelstvím ozbrojených sil KONR. Od února 1945 byl také vedoucím 1. oddělení operačního úseku velitelství ozbrojených sil KONR. V březnu 1945 byl povýšen na plukovníka ROA.
Koncem dubna 1945 ho Vlasov na přímý rozkaz ponechal ve městě Füssenu ve skupině generála Žilenkova, aby byl nápomocen kontaktu se západními spojenci. Na konci války byl zajat americkou armádou.

## Po válce
Byl internován Američany v Innsbrucku, a 19. května 1945 byl odvezen do zajateckého tábora v Augsburgu. Dne 1. srpna 1945 byl převezen do tábora v Seckenheim a 2. října 1945 do amerického tábora Oberussel u Frankfurtu nad Mohanem, kde byl zpravodajsky vytěžován pracovníky americké rozvědky. Po ukončení výslechů byl v březnu 1946 násilně převezen do sovětské okupační zóny. Dne 31. prosince 1946 ho vojenský soud moskevského vojenského okruhu odsoudil k trestu smrti za zradu podle článku 58-1b trestního zákoníku RSFSR a 3. března 1947 byl v Moskvě popraven.